# Klaus-Joachim Kleint
Klaus-Joachim „Jochi“ Kleint (* 24. Januar 1948 in Hamburg) ist ein ehemaliger deutscher Rallyefahrer.

## Karriere
Nach der Schulausbildung erlernte er im elterlichen Betrieb, einer Saab-Werkstatt in Hamburg, den Beruf des Automechanikers.
Seine erste Rallye fuhr er im Jahr 1966 mit einem Saab im Alter von 18 Jahren. 1974 wechselte er ins Lager der professionellen Rallyefahrer.
1978 wurde Kleint als VW-Werksfahrer mit einem VW Golf GTI 1600 Sieger des sogenannten Estering-Pokals, der damals noch inoffiziellen Deutschen Rallycross-Meisterschaft. Im selben Jahr nahm er auch an der FIA Rallycross-Europameisterschaft teil. Dieser Einsatz wurde jedoch von Volkswagen Motorsport vorzeitig wieder abgebrochen, Kleint landete auf Rang 11 der Gesamtwertung und auf dem 6. Platz der Tourenwagen-Division.
Sein größter Motorsporterfolg war im Jahr darauf der Gewinn der Rallye-Europameisterschaft 1979, sowohl auf einem Opel Kadett GT/E als auch in einem Opel Ascona B, zusammen mit seinem Beifahrer Gunter Wanger, sowie ebenfalls auf Opel Ascona, der dritte Platz bei der Rallye Monte Carlo 1981.
Später bestritt Kleint für Volkswagen auch wiederholt das Bergrennen Pikes Peak International Hill Climb in den USA. 
Kleint arbeitet heute als Instruktor für die Audi Driving Experience.